# Světový pohár v ledolezení 2018
Světový pohár v ledolezení 2018 se uskutečnil začátkem roku 2018 (zimní sezóna 2017/2018) v pěti městech a zemích v obou disciplínách (obtížnost a rychlost) pod patronací Mezinárodní horolezecké federace (UIAA).

## Přehledy závodů
Z českých závodníků se dvou závodů v ledolezení na obtížnost zúčastnil Tomáš Indra, který ale nezískal body do celkového žebříčku.

### Kalendář
| Kalendář závodů SP 2018 | Kalendář závodů SP 2018 | Kalendář závodů SP 2018 | Kalendář závodů SP 2018            | Kalendář závodů SP 2018 | Kalendář závodů SP 2018 | Kalendář závodů SP 2018 | Kalendář závodů SP 2018 |
| Datum                   | Místo                   | Země                    | Web                                | Počet závodníků         | Počet závodníků         | Počet zemí              | Počet zemí              |
| Datum                   | Místo                   | Země                    | Web                                | obtížnost               | rychlost                | obtížnost               | rychlost                |
| ----------------------- | ----------------------- | ----------------------- | ---------------------------------- | ----------------------- | ----------------------- | ----------------------- | ----------------------- |
| 19.-20. ledna           | Saas-Fee                | Švýcarsko               | Iceclimbingworldcup.ch Saas-fee.ch | 56+30                   | 45+18                   | 19+                     | +                       |
| 26.-27. ledna           | Rabenstein              | Itálie                  | Eisklettern.it                     | 46+27                   | 33+19                   | 18+                     | +                       |
| 2.-4. února             | Chöch chot              | Čína                    |                                    | 31+25                   | 31+21                   | 10+                     | +                       |
| 9.-11. února            | Čchongsong              | Jižní Korea             | Korean Alpine Federation           | 41+32                   | 37+27                   | 13+                     | +                       |
| 2.-4. března            | Kirov                   | Rusko                   |                                    | 48+31                   | 45+26                   | 14+                     | +                       |
| Celkem                  | 5                       | 5                       | Theuiaa.org/ice-climbing           | 70+61                   | 61+36                   | +                       | +                       |

### Výsledky mužů - obtížnost
| Výsledky SP v ledolezení na obtížnost 2018 - muži | Výsledky SP v ledolezení na obtížnost 2018 - muži | Výsledky SP v ledolezení na obtížnost 2018 - muži | Výsledky SP v ledolezení na obtížnost 2018 - muži | Výsledky SP v ledolezení na obtížnost 2018 - muži | Výsledky SP v ledolezení na obtížnost 2018 - muži | Výsledky SP v ledolezení na obtížnost 2018 - muži | Výsledky SP v ledolezení na obtížnost 2018 - muži | Výsledky SP v ledolezení na obtížnost 2018 - muži |
| Pořadí                                            | Jméno                                             | Země                                              | Body                                              | Saas-Fee                                          | Rabenstein                                        | Chöch chot                                        | Čchongsong                                        | Kirov                                             |
| ------------------------------------------------- | ------------------------------------------------- | ------------------------------------------------- | ------------------------------------------------- | ------------------------------------------------- | ------------------------------------------------- | ------------------------------------------------- | ------------------------------------------------- | ------------------------------------------------- |
| 1.                                                | Maxim Tomilov                                     | Rusko                                             | 371                                               | 2. 80                                             | 5.-6. 51                                          | 2. 80                                             | 2. 80                                             | 2. 80                                             |
| 2.                                                | Alexej Děngin                                     | Rusko                                             | 344                                               | 1. 100                                            | 21.-22. 10                                        | 1. 100                                            | 1. 100                                            | 10. 34                                            |
| 3.                                                | Mohammadreza Safdarian Korouyeh                   | Írán                                              | 318                                               | 3. 65                                             | 1. 100                                            | 5. 51                                             | 6. 47                                             | 4. 55                                             |
|                                                   |                                                   |                                                   |                                                   |                                                   |                                                   |                                                   |                                                   |                                                   |
| 4.                                                | Nikolaj Kuzovlev                                  | Rusko                                             | 283                                               | 16. 20                                            | 4. 55                                             | 3. 65                                             | 7. 43                                             | 1. 100                                            |
| 5.                                                | Alexej Tomilov                                    | Rusko                                             | 281                                               | 4. 55                                             | 2. 80                                             | 4. 55                                             | 5. 51                                             | 8. 40                                             |
| 6.                                                | YoungGeon Lee                                     | Jižní Korea                                       | 213                                               | 12. 28                                            | 7. 43                                             | 7. 43                                             | 10.-11. 34                                        | 3. 65                                             |
| 7.                                                | ZoungHye Kwon                                     | Jižní Korea                                       | 191                                               | 14. 24                                            | 3. 65                                             | —                                                 | 4. 55                                             | 6. 47                                             |
| 8.                                                | Aleksei Marshalov                                 | Rusko                                             | 170                                               | 5. 51                                             | 8. 40                                             | —                                                 | 12. 28                                            | 5. 51                                             |
| 9.                                                | Dmitriy Grebennikov                               | Rusko                                             | 144                                               | 9. 37                                             | 15. 22                                            | 8. 40                                             | 19.-23. 14                                        | 11. 31                                            |
| 10.                                               | Noeah Beek                                        | Kanada                                            | 130                                               | 23.-27. 8                                         | 17. 18                                            | 6. 47                                             | 19.-23. 14                                        | 7. 43                                             |
|                                                   |                                                   |                                                   |                                                   |                                                   |                                                   |                                                   |                                                   |                                                   |
| 0.                                                | Tomáš Indra                                       | Česko                                             | 0                                                 | 32.-35. 0                                         | 42.-43. 0                                         | —                                                 | —                                                 | —                                                 |
| počet finalistů                                   | počet finalistů                                   | počet finalistů                                   | počet finalistů                                   | 8                                                 | 8                                                 | 8                                                 | 8                                                 | 8                                                 |
| počet semifinalistů                               | počet semifinalistů                               | počet semifinalistů                               | počet semifinalistů                               | 18                                                | 20                                                | 18                                                | 18                                                | 18                                                |
| bodovaných závodníků                              | bodovaných závodníků                              | bodovaných závodníků                              | 70                                                | 30                                                | 30                                                | 30                                                | 30                                                | 30                                                |
| celkový počet závodníků                           | celkový počet závodníků                           | celkový počet závodníků                           | x                                                 | 56                                                | 46                                                | 31                                                | 41                                                | 48                                                |

### Výsledky mužů - rychlost
| Výsledky SP v ledolezení na rychlost 2018 - muži | Výsledky SP v ledolezení na rychlost 2018 - muži | Výsledky SP v ledolezení na rychlost 2018 - muži | Výsledky SP v ledolezení na rychlost 2018 - muži | Výsledky SP v ledolezení na rychlost 2018 - muži | Výsledky SP v ledolezení na rychlost 2018 - muži | Výsledky SP v ledolezení na rychlost 2018 - muži | Výsledky SP v ledolezení na rychlost 2018 - muži | Výsledky SP v ledolezení na rychlost 2018 - muži |
| Pořadí                                           | Jméno                                            | Země                                             | Body                                             | Saas-Fee                                         | Rabenstein                                       | Chöch chot                                       | Čchongsong                                       | Kirov                                            |
| ------------------------------------------------ | ------------------------------------------------ | ------------------------------------------------ | ------------------------------------------------ | ------------------------------------------------ | ------------------------------------------------ | ------------------------------------------------ | ------------------------------------------------ | ------------------------------------------------ |
| 1.                                               | Nikolaj Kuzovlev                                 | Rusko                                            | 346                                              | 1. 100                                           | 8. 40                                            | 4. 55                                            | 1. 100                                           | 5. 51                                            |
| 2.                                               | Ivan Spicyn                                      | Rusko                                            | 301                                              | 6.-7. 47                                         | 2. 80                                            | 1. 100                                           | 7. 43                                            | 11. 31                                           |
| 3.                                               | Anton Nemov                                      | Rusko                                            | 300                                              | 2. 80                                            | 1. 100                                           | 3. 65                                            | 4. 55                                            | —                                                |
|                                                  |                                                  |                                                  |                                                  |                                                  |                                                  |                                                  |                                                  |                                                  |
| 4.                                               | Maxim Vlasov                                     | Rusko                                            | 294                                              | 6.-7. 47                                         | 5. 51                                            | 2. 80                                            | 5. 51                                            | 3. 65                                            |
| 5.                                               | Vladimir Kartašev                                | Rusko                                            | 272                                              | 3. 65                                            | 3. 65                                            | 7. 43                                            | 3. 65                                            | 10. 34                                           |
| 6.                                               | Leonid Malych                                    | Rusko                                            | 232                                              | 4. 55                                            | 16. 20                                           | 8. 40                                            | 2. 80                                            | 9. 37                                            |
| 7.                                               | Mohsen Beheshti Rad                              | Írán                                             | 216                                              | 9. 37                                            | 4. 55                                            | 9. 37                                            | 6. 47                                            | 8. 40                                            |
| 8.                                               | Kirill Kolčegošev                                | Rusko                                            | 190                                              | 8. 40                                            | 11. 31                                           | 5. 51                                            | 8. 40                                            | 12. 28                                           |
| 9.                                               | Alexej Tomilov                                   | Rusko                                            | 151                                              | 13. 26                                           | 6. 47                                            | 10. 34                                           | 13. 26                                           | 17. 18                                           |
| 10.                                              | Mohammadreza Safdarian Korouyeh                  | Írán                                             | 145                                              | 5. 51                                            | 7. 43                                            | 6. 47                                            | 27. 4                                            | —                                                |
| počet finalistů                                  | počet finalistů                                  | počet finalistů                                  | počet finalistů                                  | —                                                | 4/8                                              | 4/8                                              | 4/8                                              | 4/7                                              |
| počet semifinalistů                              | počet semifinalistů                              | počet semifinalistů                              | počet semifinalistů                              | 16                                               | 16                                               | 16                                               | 16                                               | 15                                               |
| bodovaných závodníků                             | bodovaných závodníků                             | bodovaných závodníků                             | 61                                               | 30                                               | 29                                               | 24                                               | 30                                               | 30                                               |
| celkový počet závodníků                          | celkový počet závodníků                          | celkový počet závodníků                          | x                                                | 45                                               | 33                                               | 31                                               | 37                                               | 45                                               |

### Výsledky žen - obtížnost
| Výsledky SP v ledolezení na obtížnost 2018 - ženy | Výsledky SP v ledolezení na obtížnost 2018 - ženy | Výsledky SP v ledolezení na obtížnost 2018 - ženy | Výsledky SP v ledolezení na obtížnost 2018 - ženy | Výsledky SP v ledolezení na obtížnost 2018 - ženy | Výsledky SP v ledolezení na obtížnost 2018 - ženy | Výsledky SP v ledolezení na obtížnost 2018 - ženy | Výsledky SP v ledolezení na obtížnost 2018 - ženy | Výsledky SP v ledolezení na obtížnost 2018 - ženy |
| Pořadí                                            | Jméno                                             | Země                                              | Body                                              | Saas-Fee                                          | Rabenstein                                        | Chöch chot                                        | Čchongsong                                        | Kirov                                             |
| ------------------------------------------------- | ------------------------------------------------- | ------------------------------------------------- | ------------------------------------------------- | ------------------------------------------------- | ------------------------------------------------- | ------------------------------------------------- | ------------------------------------------------- | ------------------------------------------------- |
| 1.                                                | Sin Un-son                                        | Jižní Korea                                       | 440                                               | 2. 80                                             | 2. 80                                             | 1. 100                                            | 1. 100                                            | 2. 80                                             |
| 2.                                                | Marija Tolokoninová                               | Rusko                                             | 390                                               | 3. 65                                             | 3. 65                                             | 2. 80                                             | 2. 80                                             | 1. 100                                            |
| 3.                                                | Song Han Na Le                                    | Jižní Korea                                       | 330                                               | 1. 100                                            | 1. 100                                            | —                                                 | 3. 65                                             | 3. 65                                             |
|                                                   |                                                   |                                                   |                                                   |                                                   |                                                   |                                                   |                                                   |                                                   |
| 4.                                                | Jekatěrina Vlasovová                              | Rusko                                             | 275                                               | 4. 55                                             | 4. 55                                             | 4. 55                                             | 4. 55                                             | 4. 55                                             |
| 5.                                                | Mariia Edler                                      | Rusko                                             | 220                                               | 12. 28                                            | 7. 43                                             | 5. 51                                             | 6. 47                                             | 5. 51                                             |
| 6.                                                | Naděžda Galljamovová                              | Rusko                                             | 195                                               | 11. 31                                            | 6. 47                                             | 8. 40                                             | 10. 34                                            | 7. 43                                             |
| 7.                                                | Eimir Mc Swiggan                                  | Irsko                                             | 188                                               | 17. 18                                            | 5. 51                                             | 3. 65                                             | 5. 51                                             | 28. 3                                             |
| 8.                                                | Enni Bertling                                     | Finsko                                            | 167                                               | 9. 37                                             | 9. 37                                             | 7. 43                                             | 14. 24                                            | 13. 26                                            |
| 9.                                                | Mariam Filippovová                                | Rusko                                             | 150                                               | 15. 22                                            | 17. 18                                            | 9. 37                                             | 13. 26                                            | 6. 47                                             |
| 10.                                               | Mira Alhonsuo                                     | Finsko                                            | 144                                               | 9. 37                                             | 13. 26                                            | 10. 34                                            | 21. 10                                            | 9. 37                                             |
|                                                   |                                                   |                                                   |                                                   |                                                   |                                                   |                                                   |                                                   |                                                   |
| 56.-57.                                           | Aneta Loužecká                                    | Česko                                             | 5                                                 | 30. 1                                             | 27. 4                                             | —                                                 | —                                                 | —                                                 |
| počet finalistek                                  | počet finalistek                                  | počet finalistek                                  | počet finalistek                                  | 8                                                 | 8                                                 | 8                                                 | 8                                                 | 8                                                 |
| počet semifinalistek                              | počet semifinalistek                              | počet semifinalistek                              | počet semifinalistek                              | 16                                                | 18                                                | 18                                                | 20                                                | 19                                                |
| bodovaných závodnic                               | bodovaných závodnic                               | bodovaných závodnic                               | 61                                                | 30                                                | 27                                                | 25                                                | 31                                                | 30                                                |
| celkový počet závodnic                            | celkový počet závodnic                            | celkový počet závodnic                            | x                                                 | 30                                                | 27                                                | 25                                                | 32                                                | 31                                                |

### Výsledky žen - rychlost
| Výsledky SP v ledolezení na rychlost 2018 - ženy | Výsledky SP v ledolezení na rychlost 2018 - ženy | Výsledky SP v ledolezení na rychlost 2018 - ženy | Výsledky SP v ledolezení na rychlost 2018 - ženy | Výsledky SP v ledolezení na rychlost 2018 - ženy | Výsledky SP v ledolezení na rychlost 2018 - ženy | Výsledky SP v ledolezení na rychlost 2018 - ženy | Výsledky SP v ledolezení na rychlost 2018 - ženy | Výsledky SP v ledolezení na rychlost 2018 - ženy |
| Pořadí                                           | Jméno                                            | Země                                             | Body                                             | Saas-Fee                                         | Rabenstein                                       | Chöch chot                                       | Čchongsong                                       | Kirov                                            |
| ------------------------------------------------ | ------------------------------------------------ | ------------------------------------------------ | ------------------------------------------------ | ------------------------------------------------ | ------------------------------------------------ | ------------------------------------------------ | ------------------------------------------------ | ------------------------------------------------ |
| 1.                                               | Jekatěrina Koščejevová                           | Rusko                                            | 376                                              | 2. 80                                            | 3. 65                                            | 2. 80                                            | 1. 100                                           | 5. 51                                            |
| 2.                                               | Natalja Běljajevová                              | Rusko                                            | 365                                              | 3. 65                                            | 4. 55                                            | 1. 100                                           | 2. 80                                            | 3. 65                                            |
| 3.                                               | Jekatěrina Koščejevová                           | Rusko                                            | 330                                              | 1. 100                                           | 2. 80                                            | 5. 51                                            | 3. 65                                            | 10. 34                                           |
|                                                  |                                                  |                                                  |                                                  |                                                  |                                                  |                                                  |                                                  |                                                  |
| 4.                                               | Naděžda Galljamovová                             | Rusko                                            | 286                                              | 6. 47                                            | 1. 100                                           | 6. 47                                            | 4. 55                                            | 9. 37                                            |
| 5.                                               | Alena Vlasovová                                  | Rusko                                            | 255                                              | 5. 51                                            | 7. 43                                            | 4. 55                                            | 5. 51                                            | 4. 55                                            |
| 6.                                               | Marija Tolokoninová                              | Rusko                                            | 245                                              | 4. 55                                            | 9. 37                                            | 3. 65                                            | 23. 8                                            | 2. 80                                            |
| 7.                                               | Ekaterina Glazunova                              | Rusko                                            | 210                                              | 7. 43                                            | 10. 34                                           | 7. 43                                            | 6. 47                                            | 7. 43                                            |
| 8.                                               | Mariam Filippovová                               | Rusko                                            | 195                                              | 9. 37                                            | 6. 47                                            | 8. 40                                            | 8. 40                                            | 11. 31                                           |
| 9.                                               | Mira Alhonsuo                                    | Finsko                                           | 126                                              | 11. 31                                           | 8. 40                                            | —                                                | 7. 43                                            | 20. 12                                           |
| 10.                                              | Enni Bertling                                    | Finsko                                           | 118                                              | 16. 20                                           | 17. 18                                           | 10. 34                                           | 12. 28                                           | 17. 18                                           |
|                                                  |                                                  |                                                  |                                                  |                                                  |                                                  |                                                  |                                                  |                                                  |
| 24.                                              | Aneta Loužecká                                   | Česko                                            | 32                                               | 17. 18                                           | 19. 14                                           | —                                                | —                                                | —                                                |
| počet finalistek                                 | počet finalistek                                 | počet finalistek                                 | počet finalistek                                 | —                                                | 4/8                                              | 4/8                                              | 4/8                                              | 4/8                                              |
| počet semifinalistek                             | počet semifinalistek                             | počet semifinalistek                             | počet semifinalistek                             | 16                                               | 16                                               | 9                                                | 16                                               | 16                                               |
| bodovaných závodnic                              | bodovaných závodnic                              | bodovaných závodnic                              | 36                                               | 18                                               | 19                                               | 11                                               | 24                                               | 23                                               |
| celkový počet závodnic                           | celkový počet závodnic                           | celkový počet závodnic                           | x                                                | 18                                               | 19                                               | 21                                               | 27                                               | 26                                               |